# Zechstein
| Systeem                                                                                   | Serie         | Etage         | Ouderdom (Ma) | Lithostratigrafie |
| ----------------------------------------------------------------------------------------- | ------------- | ------------- | ------------- | ----------------- |
| Trias                                                                                     | Onder         | Indien        | jonger        | Buntsandstein     |
| Perm                                                                                      | Lopingien     | Changhsingien | 252,2–254,2   | Buntsandstein     |
| Perm                                                                                      | Lopingien     | Changhsingien | 252,2–254,2   | Zechstein         |
| Perm                                                                                      | Lopingien     | Wuchiapingien | 254,2–259,9   |                   |
| Perm                                                                                      | Guadalupien   | Capitanien    | 259,9–265,1   |                   |
| Perm                                                                                      | Guadalupien   | Wordien       | 265,1–268,8   |                   |
| Perm                                                                                      | Guadalupien   | Roadien       | 268,8–272,3   |                   |
| Perm                                                                                      | Cisuralien    | Kungurien     | 272,3–279,3   | Rotliegend        |
| Perm                                                                                      | Cisuralien    | Artinskien    | 279,3–290,1   | Rotliegend        |
| Perm                                                                                      | Cisuralien    | Sakmarien     | 290,1–295,5   | Rotliegend        |
| Perm                                                                                      | Cisuralien    | Asselien      | 295,5–298,9   | Rotliegend        |
| Carboon                                                                                   | Pennsylvanien | Gzhelien      | ouder         | Rotliegend        |
| Carboon                                                                                   | Pennsylvanien | Gzhelien      | ouder         |                   |
| Indeling van het Perm volgens de ICS samen met de Europese lithostratigrafische indeling. |               |               |               |                   |

Het Zechstein of de Zechstein Groep is een pakket gesteentelagen in de ondergrond van grote delen van het westen en midden van Europa. Het bestaat uit lagen evaporieten, schalie/kleisteen en kalksteen uit het Midden- tot Laat-Perm. Onder het Zechstein ligt het Rotliegend en erboven ligt de Buntsandstein.
Vroeger werd de naam Zechstein ook wel gebruikt om het laatste deel van het Perm mee aan te duiden. In de geologische tijdschaal wordt het betreffende gedeelte van het Perm tegenwoordig ingedeeld in twee tijdvakken: het Guadalupien en het Lopingien.

## Ontstaan
In het Cisuralien (Vroeg-Perm, 299 tot 271 miljoen jaar geleden) kwam er in grote delen van het supercontinent Pangea extensietektoniek voor. Daarbij werden slenken en bekkens gevormd zoals het Permbekken, dat een gebied van Engeland tot Polen besloeg. In het Zuidelijke Permbekken vond sedimentatie van de klastische sedimenten van het Rotliegend plaats, producten van de afbraak van het Hercynische gebergte in het zuiden. De aanvoer van klastisch sediment nam aan het einde van het Cisuralien af. Door verdere tektonische daling in het gebied ter hoogte van de huidige noordelijke Noordzee samen met het afsmelten van de ijskappen op Gondwana aan het einde van de Laat-Paleozoïsche ijstijd steeg het eustatisch zeeniveau. Hierdoor ontstond aan de noordelijke rand van het Permbekken een verbinding met de Noordelijke IJszee, waarop de zee het bekken kon binnendringen (de zogenaamde Zechsteintransgressie).

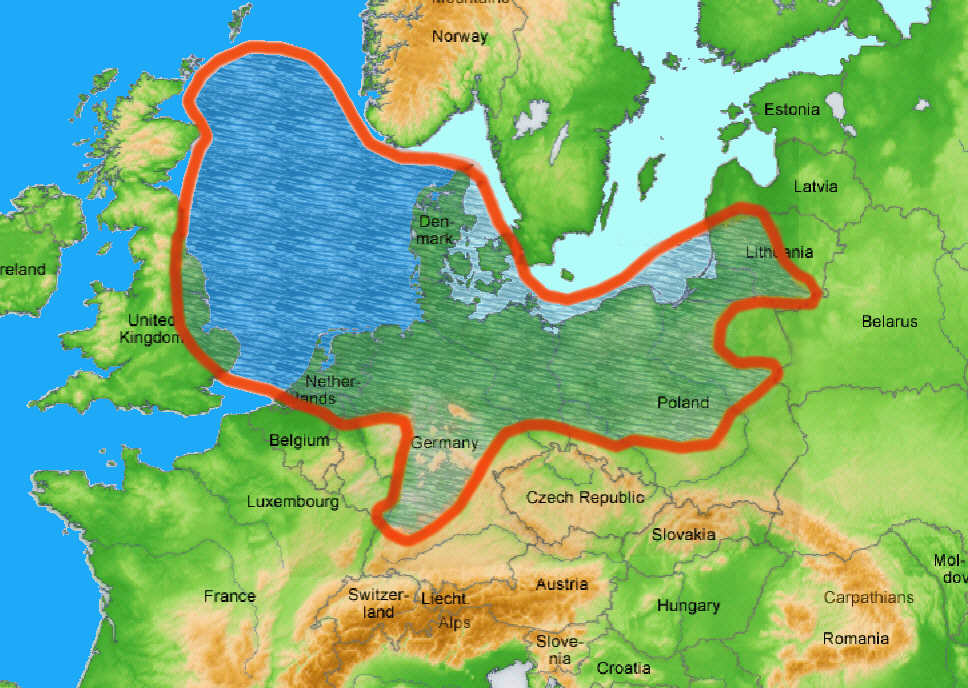
Vermoedelijke locatie van de Zechsteinzee

Er lag in het Guadalupien (Midden-Perm, 271 tot 260 miljoen jaar geleden) en Lopingien (Laat-Perm, 260 tot 251 miljoen jaar geleden) een grote binnenzee over het Permbekken, de Zechsteinzee. Uit deze epicontinentale zee zijn afwisselend klei- en evaporietlagen bewaard gebleven. In het warme en droge klimaat van het Perm was de verdamping van het zeewater snel. Door het neerslaan van zouten werden de dikke lagen evaporiet van de Zechstein gevormd. In periodes waarin de verdamping minder was werden kleien en kalken afgezet.
Gedurende het Perm vonden verschillende tektonische fasen plaats waardoor de bekkens en slenken dieper en groter werden. Aan het einde van het Perm leidde dit tot het ontstaan van een verbinding tussen het Permbekken en de Paleo-Tethysoceaan in het zuiden. De toevoer van zeewater zorgde voor een nieuwe aanvoer van klastisch sediment. Dit werd in het droge klimaat van het Perm afgezet door wadi's en vormt de Buntsandstein, die over het Zechstein heen ligt.

## Stratigrafie
Het Zechstein vormt dikke pakketten zout in de ondergrond van Nederland, de Noordzee en Noord-Duitsland. Vaak is dit zout gaan stromen en heeft het zoutdiapieren gevormd, die de bovenliggende lagen verstoren.
In de Nederlandse lithostratigrafie wordt het Zechstein beschouwd als een groep. Deze Zechstein Groep ligt boven op de Boven-Rotliegend Groep en onder de Onder-Germaanse Trias Groep, die een deel van de Buntsandstein beslaat. In Duitsland ligt het Zechstein onder de Buntsandstein-Gruppe. De Zechstein Groep wordt onderverdeeld in zes formaties. Deze formaties komen grotendeels overeen met depositiecycli, die genummerd worden van Z1 tot Z5. De formaties zijn:
- de Boven-Zechstein Kleisteen, een laag fluviatiele schalie
- de Ohre-Formatie (Z5), schalie en steenzout
- de Aller-Formatie (Z4), rode schalie met steenzout, daarboven een anhydrietlaag en aan de top steenzout
- de Leine-Formatie (Z3), kalken en schalies, daarboven een soms een anhydrietlaag en ten slotte steenzout
- de Stassfurt-Formatie (Z2), schalie of kalksteen aan de basis, dan een anhydrietlaag en een dikke laag steenzout, soms daarboven nog een anhydrietlaag
- de Werra-Formatie (Z1), aan de basis de zogenaamde Kupferschiefer, gevolgd door schalie- en kalksteenlagen met ten slotte een dik pakket anhydriet. Aan de randen van het Permbekken bestaat deze formatie voornamelijk uit schalies

Het Zechstein zoals het in het Permbekken werd gevormd bestaat vooral uit evaporieten, maar elders zijn tegelijkertijd andere gesteenten afgezet. In het zuiden van Europa zijn uit dezelfde tijd bijvoorbeeld kalken en dolomieten te vinden.

## Economische betekenis
Het Zechstein is op verschillende manieren van belang voor de olie-industrie. Evaporieten vormen een ondoordringbare laag en daarom is het Zechstein een zeer goed afsluitingsgesteente voor olie en gas onder de Noordzee. Bepaalde lagen, met name de kalksteen, kunnen ook als reservoirgesteente dienen. Wanneer het Zechstein zoutdiapieren gevormd heeft, kunnen deze traps voor olie en gas vormen.
Het Zechsteinzout wordt ook gewonnen voor de productie van keukenzout. Dit gebeurt onder andere bij het Nederlandse Slochteren. Daarnaast wordt er zeer zuiver magnesiumchloride gewonnen, als het mineraal bischofiet, onder Veendam in de Zechsteinevaporieten.